# Genômica funcional

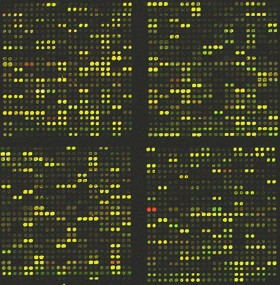
Microarranjo: técnica muito utilizada em pesquisas na área de genômica funcional

Genômica funcional é um ramo da biologia molecular responsável por descrever as funções de genes e proteínas, através da determinação e sequenciamento completo do genoma de um organismo. Desse modo, relaciona o fluxo de informação biológica e regulação da expressão gênica com aparato fisiológico e bioquímico, aprofundando estudos para a compreensão da alteração metabólica, transcrição gênica, tradução proteica e interação proteína-proteína.
Além disso, o conhecimento da genômica estrutural combinado a genômica funcional se torna importante, pois é capaz de descobrir doenças e variações genéticas (podem ser associadas a hereditariedade ou mutações), facilitando a identificação e um possível tratamento para a anormalidade que foi ou ainda será expressada.
Segundo Faleiro (2011), a genômica funcional é considerada de caráter fisiológico, pois quando um organismo sofre alterações fisiológicas devido à exposição em ambientes variáveis, ocorre a modificação da expressão gênica e proteica. Ou seja, quando um indivíduo é acometido em ambientes atípicos, a variação do genoma funcional pode ocorrer pelo próprio organismo (local e tipo de tecido, fase da vida, hormônios, entre outros), ou ainda pelo meio ambiente (umidade, temperatura, altitude, estação do ano, patógenos, entre outros). 
Um exemplo prático para entendermos melhor, imagine a seguinte situação: um indivíduo com a pele de tonalidade branca resolve passar suas férias em uma praia do nordeste brasileiro. Até então, o organismo do indivíduo é programado para pouca síntese de melanina (responsável por proteger o DNA da radiação solar). Porém, devido as condições que ele se encontra (alta exposição ao sol), o corpo irá receber radiação UV em grande quantidade. A partir desse ponto, o gene responsável será reconfigurado para estimular uma maior produção de melanina (que irá alterar a tonalidade da pele de modo perceptível), intensificando sua função no organismo. Nesse caso, a genômica funcional poderá atuar no sequenciamento do genoma desse indivíduo, a fim de detectar e entender como ocorre esse processo a nível molecular.  
A genômica funcional tenta responder questões sobre a função do DNA a nível de genes, transcrição de RNA e síntese de proteínas. Os estudos de genômica funcional são caracterizados por abordagens que geralmente envolvem métodos high-throughput preferivelmente a metodologias mais tradicionais (gene-por-gene). As duas abordagens mais utilizadas nesse campo de estudo têm sido a análise do perfil global da expressão gênica (transcriptoma) e a análise sistemática das proteínas (proteoma), mas ainda há o estudo da presença e abundância de metabólitos (metaboloma).
Ainda segundo Faleiro (2011), a transcriptoma é definida pelo conjunto completo de RNA transcritos que não varia para um determinado indivíduo, devido ao genoma ser comum para praticamente todas as células desse indivíduo (com exceção das células germinativas e os linfócitos). Já a proteoma, pode ser definida como a varredura de proteínas oriundas de um fluido biológico, célula ou organismo, considerando que é dependente da fase de desenvolvimento de uma célula, ainda é capaz de ser utilizada para análise e interpretação da fisiologia dos produtos finais do genoma. Mais recentemente, a metabolômica é responsável por estudar o grupo de metabólitos (rotas metabólicas, substratos, inibidores ou ativadores alostéricos de enzimas) de um organismo com condições específicas. Esse agrupamento está dividido em primários (dissolvidos no citosol celular) e secundários (específicas para determinadas células ou organismos). 

## Objetivos da genômica funcional
O objetivo da genômica funcional é entender a relação entre o genoma de um organismo e seu fenótipo. O termo genoma funcional é amplamente utilizado para se referir as abordagens para a compreensão das propriedades e funções da totalidade dos genes de um organismo. No entanto, esta definição é bastante variável: Gibson e Muse definiram o termo como "abordagens em desenvolvimento para verificar as propriedades bioquímicas, celulares, e/ou fisiológicas de cada produto de um gene", enquanto Pevsner inclui elementos não-gênicos em sua definição : "o estudo do genoma completo da função do DNA (incluindo genes e elementos não-gênicos), bem como ácido nucleico e proteínas codificadas pelo DNA". Os estudos de genômica funcional avaliam a variação natural de genes, RNA e proteínas ao longo do tempo (durante o desenvolvimento) ou em determinadas partes do organismo, bem como estudos naturais ou experimentais de perturbações que afetam genes, cromossomos, RNAs ou proteínas.
A promessa da genômica funcional é ampliar e sintetizar o conhecimento sobre genômica e proteômica no intuito de compreender as propriedades dinâmicas em níveis celulares e/ou organismos. Isso proporcionaria uma visão mais abrangente de como uma função biológica surge a partir da informação codificada a partir do genoma de um organismo. A possibilidade de compreensão de como uma determinada mutação leva a um determinado fenótipo tem importantes implicações para doenças genéticas humanas: a resposta a estas perguntas pode apontar aos cientistas a direção de um tratamento ou mesmo a cura.

## Técnicas e aplicações
Genômica funcional inclui aspectos relacionados com a função do genoma em si, tais como análise de mutações e polimorfismos (tais como SNP), bem como medida de atividade molecular. Esta última é constituída pelas "-ômicas", como a transcritômica (expressão gênica), proteômica (expressão da proteína) e a metabolômica. A genômica funcional usa principalmente técnicas multiplex para medir a abundância de  muitos ou todos produtos de genes, tais como mRNAs ou proteínas dentro de uma amostra biológica. Juntas, essas modalidades de medição permitem quantificar os diversos processos biológicos e melhorar a compreensão sobre genes e funções e interações de proteínas.